# Marlyn Meltzer

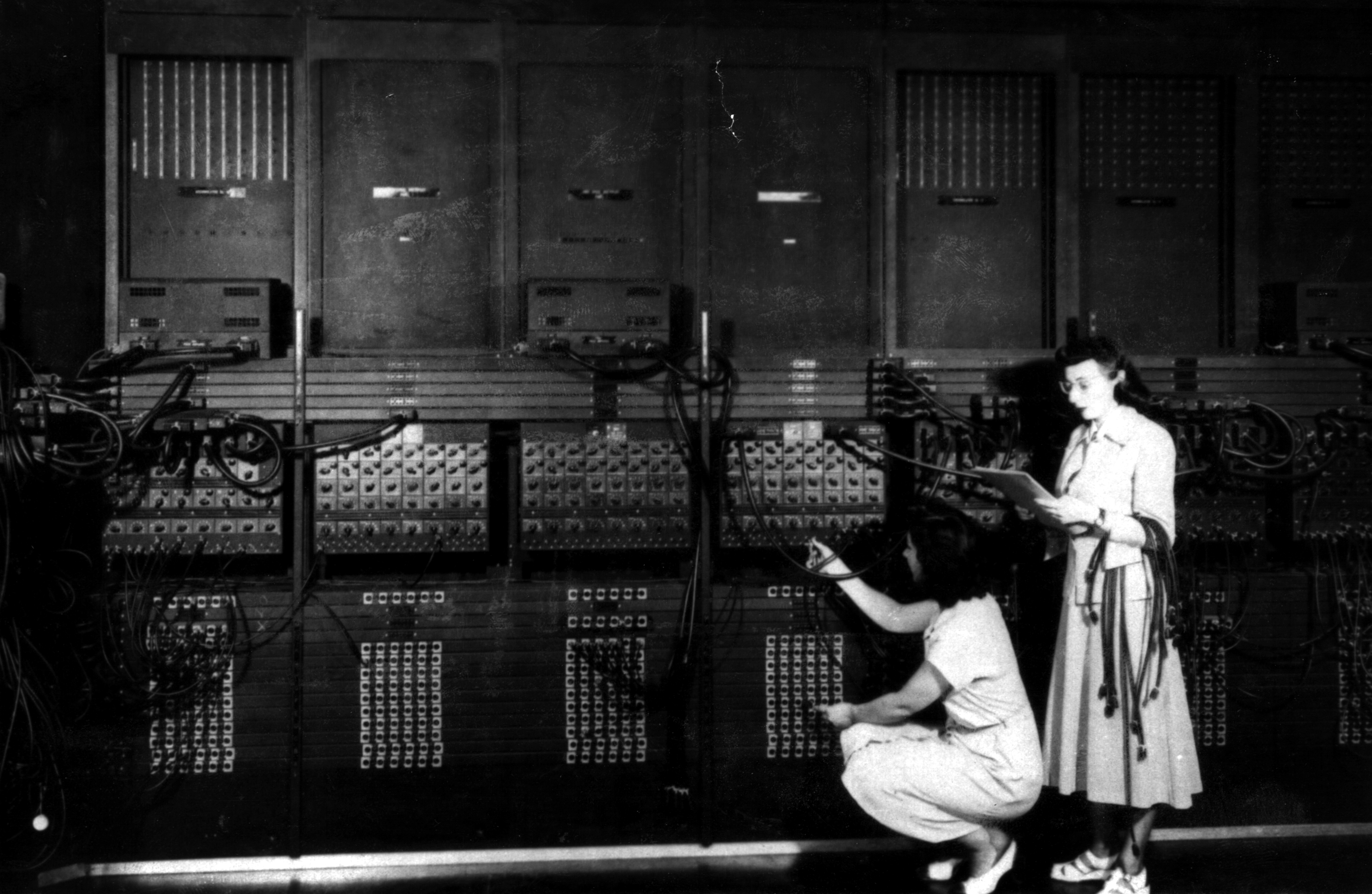
ENIAC-Programmiererinnen: rechts Marlyn Wescoff, links Ruth Lichterman (Ruth Teitelbaum)

Marlyn Meltzer (geboren als Marlyn Wescoff; * 2. März 1922 Philadelphia, Pennsylvania; † 4. Dezember 2008 in Yardley, Bucks County, Pennsylvania) war eine US-amerikanische Mathematikerin und Informatikerin. Sie war eine der ersten Programmiererinnen für den Electronic Numerical Integrator and Computer (ENIAC), den ersten universell einsetzbaren elektronischen Digitalrechner.

## Leben
Meltzer schloss 1942 ein Studium an der Temple University ab. Ihre erste berufliche Tätigkeit nahm sie im selben Jahr bei der Moore School of Engineering auf. Da sie sich mit der Bedienung von Addiermaschinen auskannte, führte sie dort zunächst Berechnungen zur Wettervorhersage durch. Ab 1943 war sie für die Berechnung ballistischer Flugbahnen zuständig. Neben ihr gehörten noch Kathleen „Kay“ McNulty, Betty Jennings, Betty Snyder, Frances Bilas und Ruth Teitelbaum zu den „ENIAC-Frauen“.
1945 wurde sie in das erste Team zur Programmierung des neuen Computers ENIAC aufgenommen, eine Tätigkeit, die seinerzeit jedoch für Frauen trotz der Erwähnung in Woman of the ENIAC zu keiner großen Anerkennung führte.
Noch bevor der ENIAC zum Aberdeen Proving Ground umgesetzt wurde, schied sie 1947 aus dem Team aus und heiratete.
1997 wurde sie zusammen mit den anderen Mitarbeitern des ersten Programmiererteams für den ENIAC von dem Verband Women in Technology International als Mitglied in die WITI Hall of Fame aufgenommen.